# Штодин, Илья Иванович
Илья Иванович Штодин (15 июля 1928 — после 2003) — советский  государственный, хозяйственный и партийный деятель.

## Биография
Родился в 1928 году. Член КПСС с 1955 года.
С 1950 года — на хозяйственной и партийной работе.
В 1950—1991 гг. - механик танкера «Перча», мастер, начальник котельного цеха плавзавода «Саратов», главный инженер Свиягинской МТС Чкаловского района, старший, главный инженер инспекции механизации и электрификации Приморского краевого управления сельского хозяйства, заместитель заведующего, заведующий сельскохозяйственным отделом Приморского крайкома КПСС, первый заместитель председателя Приморского крайисполкома, председатель Приморского крайисполкома, первый заместитель Министра заготовок СССР.
Избирался депутатом Верховного Совета РСФСР 9-го созыва. Делегат XXV съезда КПСС.
Умер после 2003 года.